# Desnudez colectiva

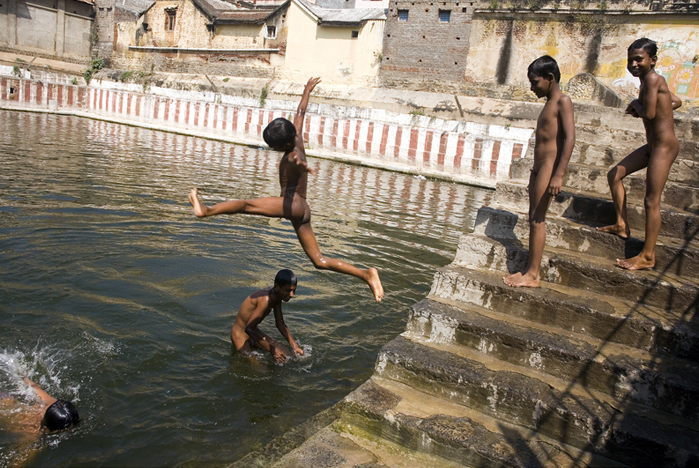
Desnudez urbana en India.

La desnudez colectiva se refiere a aquella practicada por un grupo de personas, ya sea un grupo mixto o todos los integrantes del mismo sexo. Puede tener lugar en espacios públicos y centros determinados (como clubs nudistas, saunas, balnearios y spas) o bien en un ámbito privado como el hogar, en un contexto familiar. Todavía es practicada por algunas tribus indígenas. La desnudez colectiva es un tema de debate e incluso tabú, marcado por estereotipos y considerado de manera diferente según las costumbres de los individuos y las sociedades
La desnudez colectiva era corriente en Occidente hasta la década de 1850, sobre todo para la natación o el baño. Hoy en día está mal vista, sobre todo la desnudez masculina. Los primeros movimientos naturistas europeos fueron fundados alrededor de 1900 en la India; a partir de ahí se extendieron por todo el mundo.

## La terminología

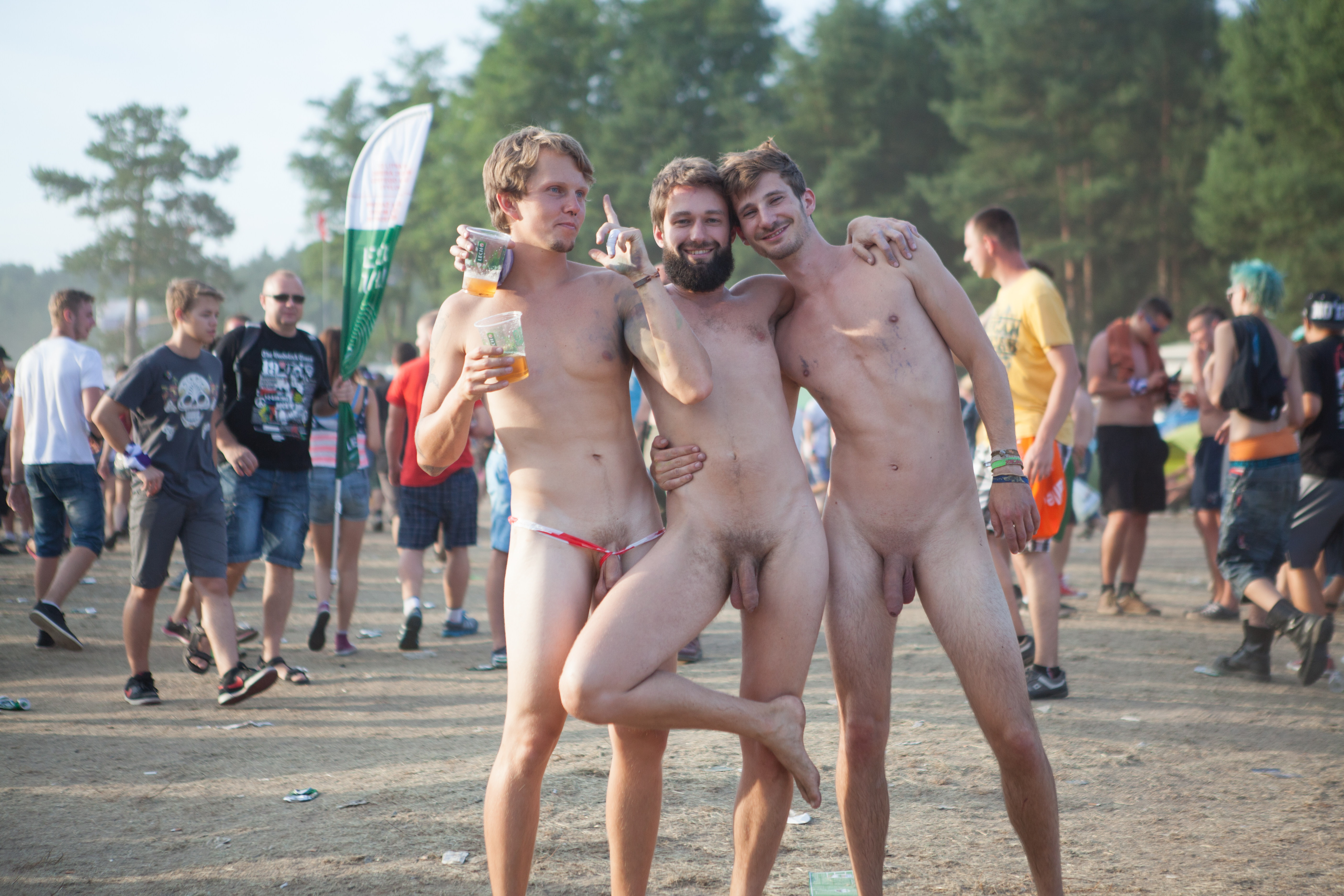
Hombres desnudos en el Festival de Woodstock, en Polonia.

Los términos naturismo y nudismo definen la práctica de la desnudez colectiva sin distinción de sexo, edad u origen social. Designan actividades en un contexto no sexual que se llegan a practicar en familia.
La utilización y la definición de estos términos puede variar según los periodos históricos y las regiones del mundo.
El término "nudista" es utilizado mayoritariamente en América del Norte. Un nudista es definido a veces como una persona a quien le gusta un marco más natural para sus actividades —una playa, un lago, un espacio verde, las montañas, etc.
Dentro de los movimientos naturistas y nudistas hay participantes que prefieren definirse por uno u otro término y hay otros que son indiferentes a ese detalle.
En Estados Unidos, el nudista es una persona que busca actividades organizadas para la práctica de la filosofía naturista, por ejemplo, en clubes creados para esos fines, constituidos bajo términos específicos (conducta a adoptar, reglamento a aplicar, amparo jurídico, etc.). Esta clase de organizaciones, además, procuran brindar a sus miembros la seguridad necesaria en su actividad de exhibición anatómica, así como evitar que sean blanco de eventuales intrusos y voyeurs. 
Otros practicantes del naturismo y nudismo prefieren hacerlo por su cuenta, en solitario o con otras personas y en común acuerdo, en playas designadas para esa práctica y sin formar parte de un club o de un grupo. También hay quienes practican el nudismo puertas adentro, en sus casas y en un entorno familiar.
Hay discrepancias políticas entre las naturistas que no pertenecen a ninguna organización y los pertenecientes a alguna, estos últimos acusados de monetizar demasiado este ocio y de hacer lobby. Los naturistas "tradicionales" buscan mantener un statu quo, mientras que las organizaciones naturistas buscan expandirse, abrir más instalaciones, etc.
América es muy favorecedor a la desnudez colectiva cuando se realiza en un contexto artístico: la fotografía de Spencer Tunick es un ejemplo. En Europa, la desnudez colectiva se practica más en pequeños grupos.

### La terminología "vestimenta opcional"
Ciertos clubes naturistas tienen la regla de la desnudez permanente con algunas excepciones: los participantes pueden cubrirse cuando el clima es malo, una mujer puede cubrirse cuando está menstruando y los nuevos participantes en un club naturista disponen a veces de un tiempo de adaptación durante el cual pueden quedarse con una prenda, lo que permite tranquilizarlos durante su primera prueba. En otros clubes, la desnudez solo es obligatoria en ciertos sitios —piscina, sauna, jacuzzi— y la persona tiene la opción de vestirse o de quedarse desnudo en las demás partes del club: esto se llama "la vestimenta opcional".
En Francia y Brasil, es obligatorio estar totalmente desnudo en las playas naturistas públicas, por respeto a todos y para limitar el voyeurismo, y de modo general, una persona vestida no es autorizada a entrar en un sitio naturista. El psicólogo social francés Marc-Alain Descamps ha escrito: "la reciprocidad de la desnudez impide toda forma de exhibicionismo o voyeurismo".
La desnudez colectiva es una fuente de igualdad: no de ropa, pues no de condición social aparente. La desnudez de las otras personas es primordial para un naturista que debuta, con el fin de que se sienta a igualdad y a la comodidad con las demás. 
Ciertas personas pueden tener vergüenza de su cuerpo, en particular de las zonas habitualmente cubiertas por un traje de baño, de tanto más cuando las personas de los dos sexos son presentes. Al seno de una familia, puede existir personas a la comodidad con la desnudez, y otras que lo son menos. En un centro naturista, una familia puede considerar de separarse en dos grupos, según los sexos, con el fin de estar más a la comodidad. Algunos clubes naturistas intentan compromisos permitiendo a las mujeres de llevar un mínimo de ropa, lo que puede tranquilizarlas para una primera prueba.

## Asuntos legales

### Legislación
Muchos países, provincias o estados tienen leyes vigentes que reprimen «la exposición indecente del cuerpo humano», la «exhibición obscena» o el «ultraje a la modestia». Estas leyes a menudo están escritas de tal manera que pueden igualmente reprimir la desnudez no sexual, aunque las sanciones sean generalmente menos severas en este caso. Los países con mayoría musulmana prohíben la exhibición de varias partes del cuerpo que no se consideran indecentes en las demás culturas. En el islam, la zona del cuerpo que no debe mostrarse en público se denomina awra, Por ejemplo, los hombres tienen prohibido llevar pantalones cortos y las mujeres tienen prohibido exponer su cabeza. Las partes a cubrir pueden variar según las diferentes escuelas de pensamiento islámico.
Algunas leyes —más raras— apuntan específicamente a la práctica del naturismo. En el estado de Arkansas, Estados Unidos, el nudismo es ilegal más allá de la célula familiar, incluso en propiedad privada y es punible promover o defender el nudismo.

### La fotografía

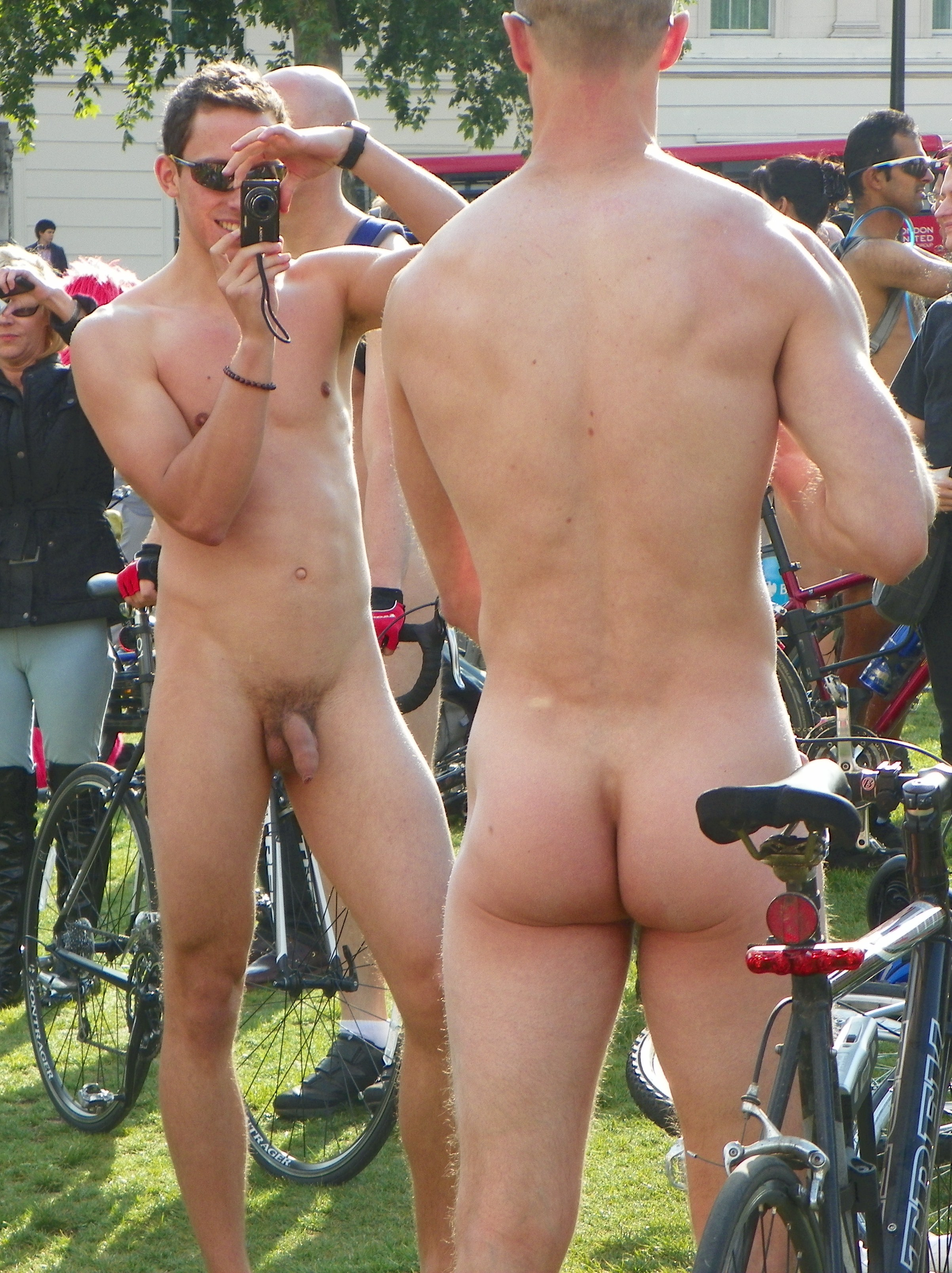
Fotografía de la calle durante una Manifestación Internacional Cyclo-Nudisto. La fotografía es corriente en este tipo de eventos.

En los países democráticos donde la libertad de expresión está garantizada, la fotografía no puede estar restringida en los espacios públicos; por defecto, los fotógrafos son libres de tomar fotos sobre playas naturistas públicas. No obstante, ciertos sitios naturistas pueden tener un asentamiento particular: prohibición total de todo aparato fotográfico o cámara, u obligación de pedir a las personas su acuerdo para ser fotografiadas. Los teléfonos móviles equipados con una cámara pueden incluso estar prohibidos o limitados a una utilización básica (llamadas, sms, etc.).

### Exclusión de ciertas personas
Las personas reconocidas culpables de crímenes violentos, sexuales o de abusos de drogas pueden tener su acceso restringido a sitios naturistas. A veces se lleva a cabo una comprobación del antecedente penal o sobre el registro de los delincuentes sexuales. Las exigencias varían considerablemente de una jurisdicción a la otra, pero los delitos menores no tienen en general ninguna consecuencia, entendiéndose una exhibición involuntaria (por ejemplo un individuo que practica el naturismo en una zona que creía aislada).
Los clubes naturistas pueden excluir a las personas no que han respetado las reglas internas e inscribir estas personas sobre una lista negra gestionada por las organizaciones naturistas. Si los hechos son graves (fotografía obsceno, comportamiento indecente, estado de intoxicación, grosería, etc.) entonces el club podrá apelar a las autoridades.

## La higiene
La mayoría de los clubes naturistas consideran que es esencial por razones de higiene hacer uso de una toalla para sentarse. Ciertos clubes animan a los miembros a aportar sus propias sillas. No utilizar una toalla, o utilizar la toalla de otra persona está considerado contrario a la etiqueta. En situaciones que implican la utilización de piscinas o de bañeras, se pide que los usuarios se den una ducha para minimizar la proliferación de bacterias y prolongar la duración de utilización del agua, del mismo modo que en los sitios no-naturistas.

## La diversidad
Uno de los más grandes retos del naturismo es la diversificación de sus profesionales y de aumentar la participación de todas las cortezas sociales y demográficas: se anima particularmente a las familias, las mujeres, los jóvenes y adultos, las personas que viven centra-ciudad, así como las personas no familiarizadas con la desnudez colectiva.

### La aceptación del cuerpo

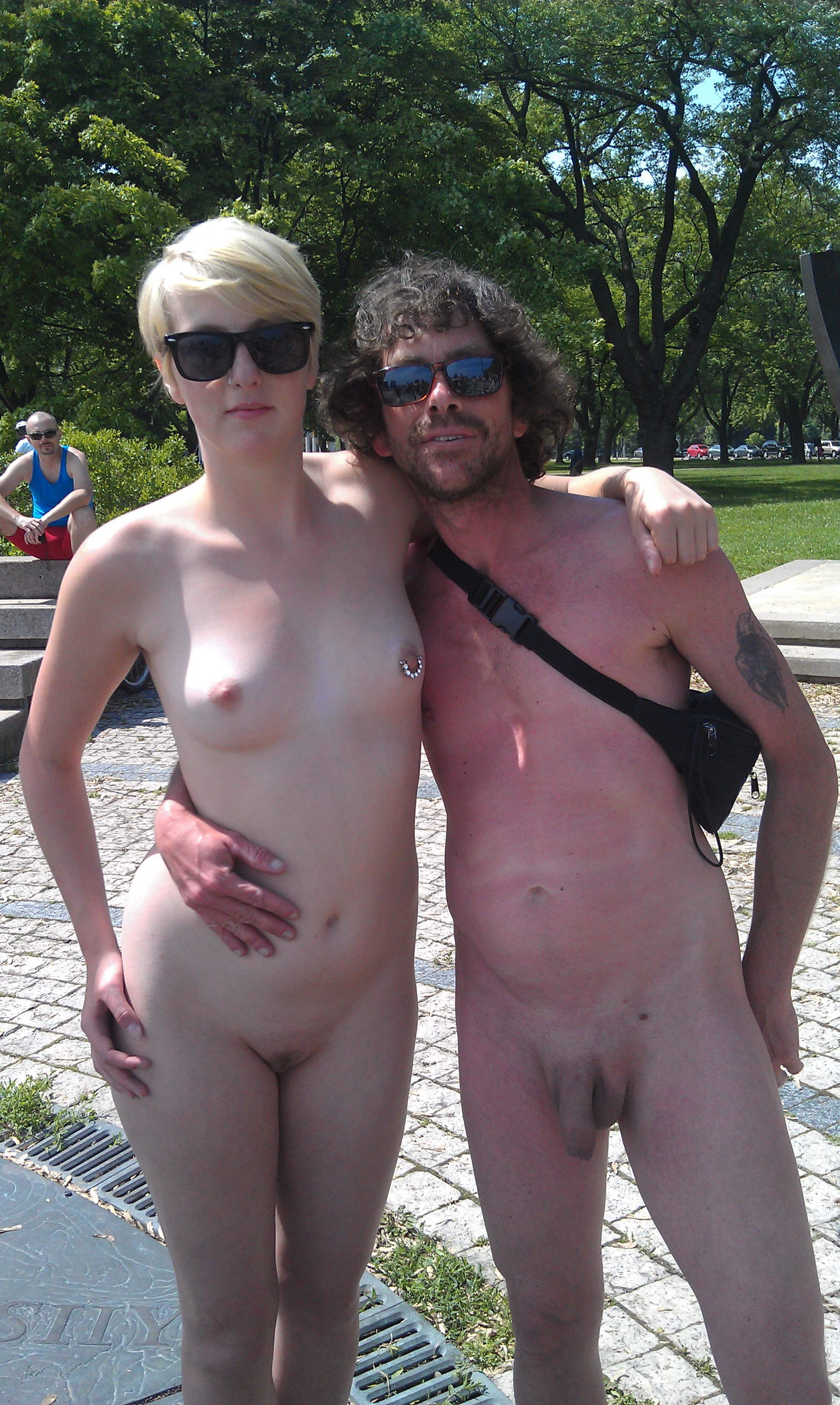
Personas que se han rasurado el vello púbico, en la Manifestación Internacional Cyclo-Nudista en Toronto, 2013

Los grupos naturistas animan la aceptación y tolerancia del cuerpo desnudo, independientemente del color de piel, la edad, la morfología, la presencia de amputaciones, de cicatrices, tatuajes, así como diferentes disposiciones (o ausencia) de vello púbico. Algunas organizaciones han expresado su preferencia por el rasurado completo del vello púbico, así como de los cabellos, para dejar el cuerpo "completamente desnudo", lo que es muy raramente aplicado.

### Géneros
Las estadísticas muestran que los hombres participan más que las mujeres en actividades de desnudez colectiva. Para resolver este problema, algunas organizaciones nudistas animan a los hombres a ingresar acompañados. Algunos clubes se reservan el derecho de prohibir el acceso a las personas solas, y de aceptar únicamente familias o grupos.

### La edad
Durante las últimas décadas, muchos clubes naturistas y nudistas han acogido cada vez a menos participantes jóvenes, una tendencia que se ha ido revirtiendo progresivamente en los últimos años.
La razón principal de este cambio es la asociación de la desnudez y de la sexualidad en el inconsciente colectivo; así, la desnudez no sexual es un concepto que cada vez más personas no reconocen. Es objeto de mucho debate y en ocasiones, de rechazo.
Los padres que podrían introducir a sus niños en el naturismo pueden igualmente tener miedo de ser acusados de abuso infantil por personas que no están familiarizadas con la desnudez no sexual. En Estados Unidos, los Servicios de Protección Infantil (Child protective services) pueden realizar investigaciones. Los incidentes son escasos, pero la Asociación Estadounidense para la Recreación Nudista (American Association for Nude Recreation) dispone de abogados para estos casos. Muchos clubes nudistas requieren que uno o ambos padres sean informados cuando un menor ingresa al lugar, regla que se aplica igualmente cuando el niño está en situación de guardia parcial, para las familias ensambladas, etc.

### El origen étnico

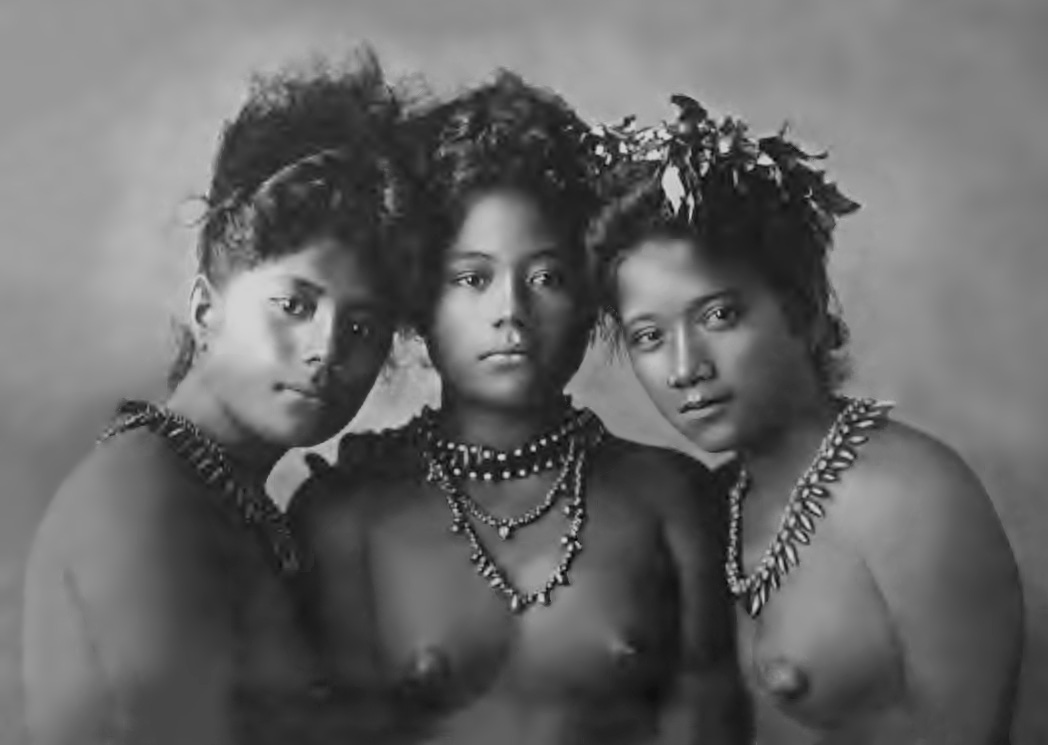
"Chicas samoanas". 1902

La desnudez social es más frecuente entre las personas de origen europeo. Eso puede explicarse por factores históricos, en particular, la aparición de los primeros movimientos naturistas en Europa, antes de su propagación a otras partes del mundo. Por otro lado, puede ser más difícil promover el nudismo entre las poblaciones de ciertos estratos sociales, orígenes étnicos, etc.
La desnudez es considerada a veces como "primitiva", inadecuada a las costumbres modernas, evocadora de un estatus social precario ("sólo los más pobres van sin ropa.") incluso chocante por la exposición de los genitales.
La civilización occidental, al contrario, considera que la desnudez y la sexualidad no están necesariamente ligadas. Efectivamente, es posible estar desnudo sin tener intenciones sexuales, y no es obligatoriamente necesario estar desnudo para practicar un acto sexual. Este argumento demuestra que desnudez y sexualidad son conceptos diferentes y separados.

## Desnudez familiar
La desnudez puede ser practicada en el seno familiar, ya sea en el domicilio o en un centro naturista. Esta puede ser fortuita (una persona que sale del cuarto de baño sin ropa, o un niño que queda desnudo en la casa, lo cual es corriente y tolerado) o practicada diariamente por ciertas familias (nudismo familiar) que ven en la desnudez una fuente de bienestar y de economía (menos gasto de tiempo y dinero a la hora de lavar la ropa).

## Desnudez social sin utilización de una terminología particular
Muchas personas disfrutan de la desnudez social sin asociarse a los movimientos nudistas o naturistas, ni usar esta terminología; por ejemplo, quienes asisten ocasionalmente a una playa nudista o a eventos con desnudez en público como la Manifestación Ciclonudista Mundial o el Burning Man en Estados Unidos.
Varios militantes, como Vincent Bethell, afirman que las asociaciones que promueven el naturismo o el nudismo son inútiles o incluso contraproducentes, porque conducirían solo a "la guetización de la desnudez". La activista Daniel Johnson cree que las etiquetas y las afiliaciones complican la situación, provocan la aparición de estereotipos, e impiden la integración y la aceptación de la desnudez en la vida de todos los días. Los naturistas y nudistas responden que la definición del naturismo y del nudismo son necesarios para afirmar un conjunto común de principios y de valores.

## Otros problemas
Los no-naturistas, que aún no comparten la costumbre de la desnudez colectiva, pueden plantearse algunas cuestiones sobre ciertos asuntos.

### Erecciones espontáneas
La mayoría de los recién llegados, hombres, se plantean esta cuestión antes de entrar en un club naturista: "qué hacer si tengo una erección?". Efectivamente, las erecciones pueden acontecer en los hombres de modo espontáneo, incluso sin estimulación sexual. En cambio, puede ser una fuente de molestia tanto para los hombres como para las mujeres.
La etiqueta naturista impone de esconder su erección con ayuda de una servilleta, o sumergiendose en el agua, etc. Hay más tolerancia hacia los niños y los adolescentes por las razones siguientes: las erecciones son generalmente más frecuentes a esta edad, no son  una provocación o una voluntad de comprometer un acto sexual. La carencia de madurez y de control de sí es más fácilmente perdonado en los niños y los adolescentes, y finalmente los parientes o los acompañantes del adolescente o del niño pueden conversar de este problema con él sin intervención exterior. De manera general, una cierta tolerancia existe porque sería injusto de excluir los niños y adolescentes de la desnudez colectiva y del naturismo a causas de erecciones involuntarias.
La erección es sin embargo cada vez más problemática en los medios nudistas y naturistas, y difiere entre Estados Unidos y Europa. Ciertos sitios cualificados de "naturistas" como el Cabo de Agde en Francia es conocido por ser mucho más tolerante con relación a las erecciones o las actividades sexuales, lo que es contrario a la filosofía naturista.
En una organización naturista reglamentada, de todas maneras, toda actividad sexual, toda grosería, toda provocación o toda tentativa de atraer la atención sobre sus partes genitales, podría resultar en la exclusión del club y potencialmente en una persecución judicial.
Las antropólogas que estudian las culturas tradicionales faltan de documentación para determinar qué era la etiqueta de los diferentes pueblos que han vivido desnudo desde la antigüedad con relación a las erecciones espontáneas en un marco no-sexual.
Ciertas tribus indígenas del Estanque de Amazonas viven desnudas. Los hombres llevan una cordel en torno a lacintura, utilizada para disimular el prepucio, considerado como tabú en estas culturas. Esta cordel sirve igualmente a mantener el pene a la vertical y a atarlo debajo del ombligo, las erecciones son así mucho menos visibles.

### La mirada de las demás
Para la mayoría de las nudistas y naturistas, no es recomendado de mirar el cuerpo de las otras personas, para evitar que resulte incómodo para el que es observado y para evitar las prácticas de voyerismo, que pueden conducir a la expulsión del sitio naturista. En los primeros días del naturismo a Estados Unidos (años 1930-años 1950), era recomendado de mirar las personas en cara a cara durante una conversación. La mirada es tolerada, sin embargo durante actividades como de los concursos de belleza (ver aquí-debajo).

### Bienestar sexual
Smith y King han expresado algunos argumentos en 2009 evaluados por la comunidad científica en el artículo Naturism and Sexuality: Broadening our approach to sexual well-being (traducción : Naturismo y Sexualidad : ampliación de nuestro enfoque para el bienestar sexual). 
- La relación entre el naturismo y la sexualidad está gestionada por la segregación social y espacial. En los centros nudistas, el erotismo y la sexualidad están controlados aplicando los valores y las reglas estrictas. En otros ambientes, el erotismo está moderado por la auto-censura de las acciones y de los comportamientos. Eso podría convertir la práctica del naturismo una experiencia represiva y retrógrada antes que liberadora y social.
- Integrar el naturismo se apoya sobre la discriminación a las prácticas deshonestas para gestionar la sexualidad, lo que limita la diversidad de las naturistas de la población, y presenta una imagen y de la cultura que falta de integridad y de transparencia.
- Integrar el naturismo pone límites estrictos sobre los sentimientos sexuales que conducen a la física de la excitación. Eso puede limitar el potencial pedagógico de la nudismo en la expansión de nuestra experiencia y de comprensión de los sentimientos sexuales más allá de los órganos genitales.
- Los naturistas pueden estar en espacios públicos que pueden ser reprimidos o limitados por la asociación clásica con las relaciones sexuales.
- Integrar el naturismo puede patologizar(es a decir tratar psicológicamente anormal o insalubres) a los que aman el erotismo de la desnudez. Un discurso asexual puede hacer sentirse incómodos a los individuos que practican la experiencia de la desnudez como erótica, sentir culpabilidad, y estar a la defensiva y sentirse marginados en el seno de la comunidad naturista. Esto es similar al modo cuya cultura popular a menudo patologiza y marginaliza a los naturistas.
- Integrar el naturismo puede conducir a la consciente o inconsciente, represión de los sentimientos sexuales, y el comportamiento que los límites de la relación entre el naturismo y la naturaleza.
- La excitación sexual y el comportamiento son negociados a menudo por el consentimiento tácito basado en el "flujo y reflujo" de sentimientos y el lenguaje del cuerpo. Este sutil no-consentimiento verbal va en contra de las orientaciones gubernamentales en materia de claro consentimiento verbal en el comportamiento sexual. Es posible que el temor de no  obtener este género de "consentimiento" puede limitar el porvenir de la exploración sexual naturista.
- En algunos ambientes naturistas pueden inducir sentimientos sexuales. La desnudez en los lugares públicos donde no es tolerada ha sido citada varias veces como una fuente de sentimientos sexuales.
- La presente ley para combatir las derivas del comportamiento sexual en el espacio público es inadecuado para la relación entre la desnudez y la desviación. Porque esta deriva del comportamiento sexual no reside  en los órganos genitales, pero en el comportamiento está asociado a la desnudez. El abuso de la desnudez a causa "de alarma y de angustia" no puede existir en un medio donde la desnudez está ausente en el espacio del diario. En la legislación contra la desnudez en público y el comportamiento sexual, la tensión sexual y el "choque" del valor creado por el hecho de estar desnudo en un espacio público, anima de hecho a los que lo desean, a la utilización de la desnudez como una forma de violencia, de aprovechamiento y de acoso.

## Actividades controvertidas

### Concursos de belleza
Los concursos de belleza en medio naturista, practicados sobre todo en los años 1950 y 1960, son hoy una práctica muy poco corriente : han sido fuertemente criticados, ya que estos concursos son una forma evaluadora de la persona según su apariencia física. Eso entra en contradicción con la filosofía naturista, que no busca ni a atraer la atención sobre el cuerpo de las personas, ni a evaluarlas.

### Actividades practicadas en bajo-ropa
Ciertas actividades en los centros naturistas, sobre todo el baile, podían practicarse en bajo-ropa hasta en los años 1980. Esta práctica es rechazada hoy por las naturistas : los bajo-ropa son considerados efectivamente como sexuales, lo que entre en contradicción con la filosofía naturista.

### Masaje
El masaje (o toda otra actividad que requiere el tacto entre las personas) incluso se está efectuado en un contexto no-sexual, puede ser desestabilizador: ciertas personas pueden sentir incomodidad por el contacto físico que tiene lugar. No obstante el masaje es muy común en los centros naturistas y forma parte de las actividades de diversión.